# Partille (comuna)
Partille  (em sueco: Partille kommun) é uma comuna da Suécia localizada no condado da Gotalândia Ocidental. Sua capital é a cidade de Partille. Possui 56.8 quilômetros quadrados e segundo censo de 2018, havia 38 443.